# Totipotencja
Totipotencja, totipotencjalność, ekwipotencjalność rozwojowa, ekwipotencjalność, omnipotencjalność – zdolność komórek do różnicowania się w dowolny rodzaj komórek.
Do komórek totipotencjalnych należą:
- zygota[2][3][4];
- blastomery[2][3][4];
- komórki interstycjalne[2];
- komórki macierzyste[4].
- każda żywa komórka roślinna[1] (z wyjątkiem komórek członów rurek sitowych tracących jądro podczas dojrzewania)[5]